# Золота баба

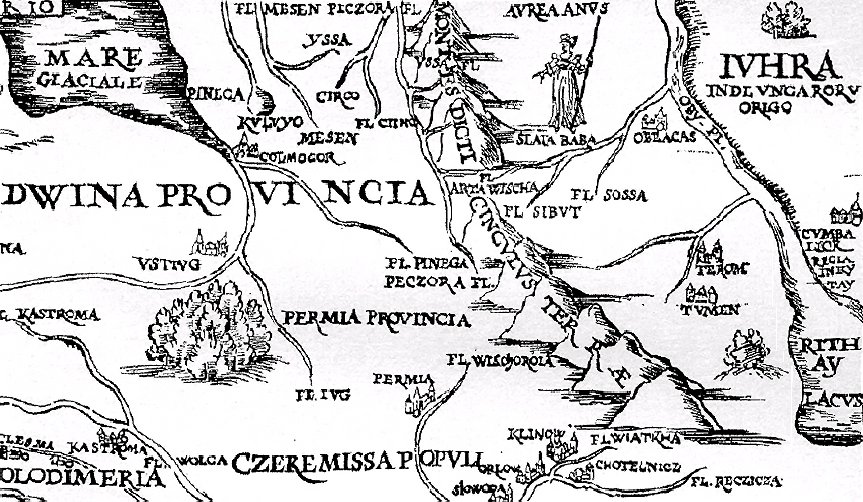
Slata baba на мапі Московії Герберштайна, 1549 рік

Золота́ ба́ба (комі Зарни ань) — міфічний ідол, начебто, предмет поклоніння фіно-угорського населення Північно-Східної Європи і  Північно-Західного Сибіру.
Перша згадка про золотого ідола Півночі міститься в скандинавських сагах. У 1023 році вікінги, яких вів знаменитий Торер-Собака, здійснили похід до Біармії. На річці Двіні їм пощастило дізнатися про місцезнаходження капища фінського бога-громовика Юмали і таємно проникнути до нього. Вражені зайди побачили велику дерев'яну статую з чашею на колінах і намистом на шиї. На голові в ідола була золота корона, оздоблена дванадцятьма різними зображеннями. Чашу ж було наповнено срібними монетами, перемішаними з землею.
Про поклоніння давніх комі Золотій бабі згадують руські літописи в зв'язку з повідомленням про смерть Стефана Пермського (1396). Докладніші відомості про Золоту бабу з'являються в книгах західно-європейських мандрівників і письменників XVI століття про Московію. Ці свідоцтва є доволі суперечливими. У творах З.Герберштайна (1549), А.Гваньїні (1578); Дж.Флетчера (1591) Золота баба «поміщається» поблизу гирла Обі.
В описах ідола Золотої баби ідеться про статую-подобу старої жінки, в лоні якої перебуває син, але також видно іще одну дитину — онука (за Герберштайном); або про бовдура у вигляді бабки з дитиною на руках, а поруч інша дитина — онук (за Гваньїні); або про скелю, що подібна до жінки в дранті з дитиною на руках (за Флетчером). Зображення статуї з дитиною на руках і підписом «Злата баба» (Slata baba) є на деяких західно-європейських мапах Московії XVI ст. у пониззі Обі.
У роботах російських істориків XVIII ст. з'являється повідомлення про те, що фігуру Золотої баби, давнього комі божества, було занесено аж на Об тими комі-поганами, що не бажали піддаватися християнізації.
У сучасних комі переказах і легендах мотивів Золотої баби не виявлено.